# Mirko Pandaković
Mirko Pandaković (ur. 19 sierpnia 1895 w Novej Gradišce, zm. 29 września 1962 w Brunate) – jugosłowiański biegacz narciarski, uczestnik Zimowych Igrzysk Olimpijskich 1924.
Wystartował w biegach olimpijskich na 18 i 50 kilometrów techniką klasyczną w Chamonix, jednak w obu przypadkach nie ukończył trasy i nie został sklasyfikowany.

## Osiągnięcia

### Igrzyska olimpijskie
| Igrzyska       | Data             | Konkurencja                      | Czas | Miejsce | Strata | Zwycięzca     | Źródło |
| -------------- | ---------------- | -------------------------------- | ---- | ------- | ------ | ------------- | ------ |
| 1924, Chamonix | 30 stycznia 1924 | bieg na 50 km techniką klasyczną | DNF  | -       | -      | Thorleif Haug | [ 3 ]  |
| 1924, Chamonix | 2 lutego 1924    | bieg na 18 km techniką klasyczną | DNF  | -       | -      | Thorleif Haug | [ 4 ]  |